# Strandpryl
Strandpryl (Plantago uniflora) är en växtart i familjen grobladsväxter. Den är flerårig, upp till 10 cm hög och breder ut sig i mattor genom långa revor.